# كانتون كيفيدو
كانتون كيفيدو (بالإنجليزية: Quevedo Canton)‏ هو كانتون في الإكوادور، يتبع مقاطعة لوس ريوس، عاصمته ريوبامبا ‏.